# Educació durant la Generalitat republicana
L'educació durant la Generalitat republicana inclou tots els corrents pedagògics, lleis relacionades amb l'educació i equipaments escolars fomentats per la Generalitat de Catalunya durant el període de la Segona República Espanyola (1931-1936). Va suposar una època d'increment de dotacions i formació del professorat, per la major consciència de la importància de l'educació entre els governants. Això va permetre estendre l'alfabetització i educació bàsica a àmplies capes de la població i consolidar la tasca cultural de la Mancomunitat de Catalunya. Es van imposar les idees de l'anomenada Escola nova, un moviment de renovació pedagògica que va aplicar les seves teories als instituts-escola creats per la Generalitat, molts d'ells mixtes. Destaca igualment la fundació de centres de formació professional i escoles rurals laiques, les quals van trencar el monopoli gairebé exclusiu de l'església catòlica a l'educació de determinades àrees.